# منتخب سويسرا لسباعيات الرغبي للسيدات
منتخب سويسرا لسباعيات الرغبي للسيدات هو ممثل سويسرا الرسمي في المنافسات الدولية في سباعيات الرغبي للسيدات .